# Uniwersytet w Derby
Uniwersytet w Derby (dawniej Szkoła Wyższa Sztuki i Technologii, Derby College of Art and Technology) – angielska publiczna uczelnia z siedzibą w Derby. Prowadzi ok. 300 programów absolwenckich. Zajęcia dla absolwentów poszczególnych wydziałów, kierunków i specjalizacji są przeprowadzane w formie kursów. Na zajęcia uczęszcza około 22 000 studentów.

## Historia

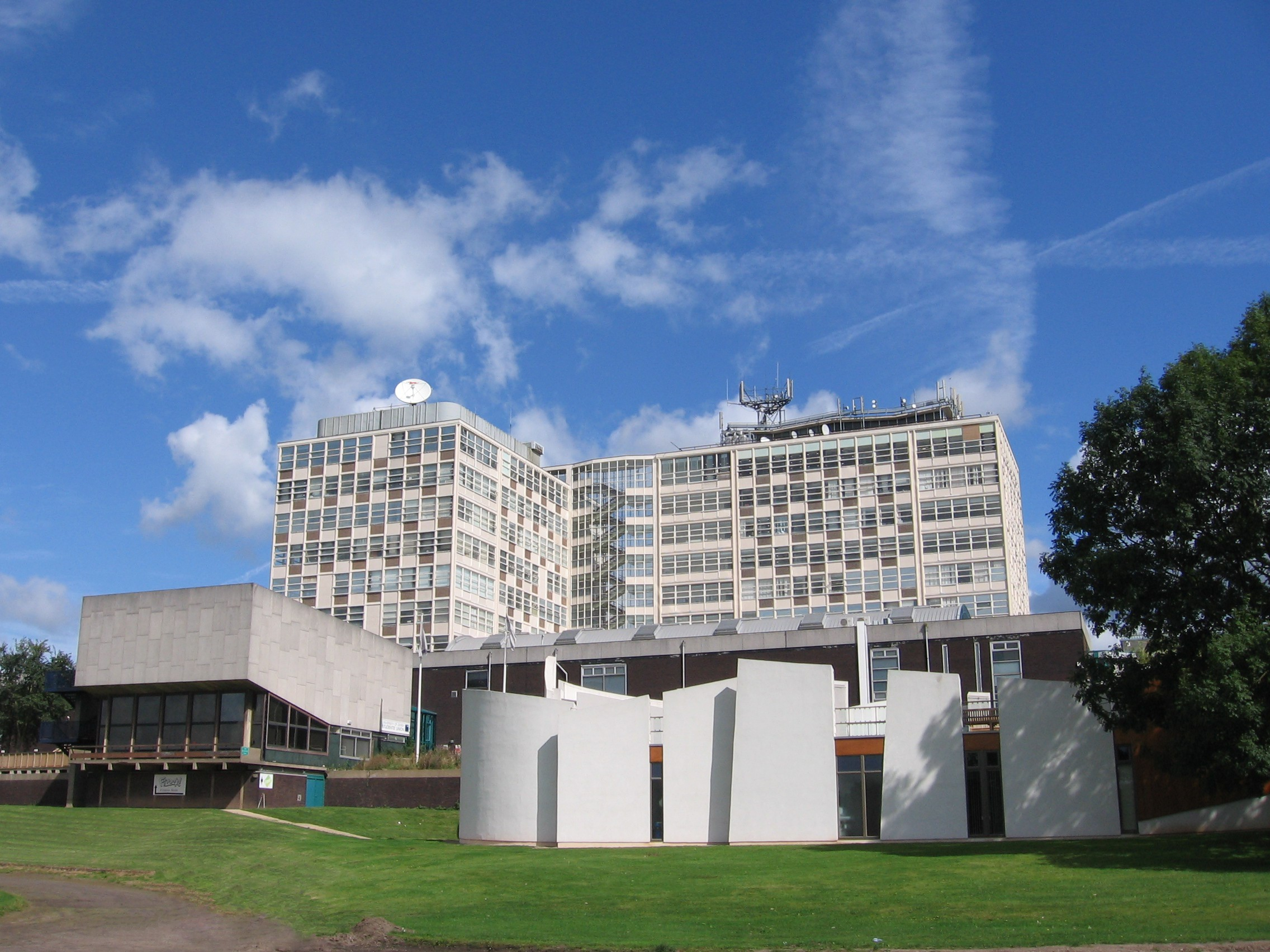
Budynek główny Uniwersytetu w Derby

### Wczesne lata
Przez lata ok. 20 osób przyczyniło się do założenia uniwersytetu. Pierwszy z nich powstał w 1851 roku jako Diecezjalna Instytucja Szkolenia Nauczycielek w Derby (Diocesan Institution for the Training of Schoolmistresses). Instytut rozkwitał jako samodzielna jednostka, choć pod różnymi nazwami, aby po blisko 120 latach połączyć się z inną rozwijającą się tętnicą edukacyjną. W 1977 roku powstała Szkoła Wyższa Derby Lonsdale (Derby Lonsdale College of Higher Education).
Druga linia tego połączenia rozpoczęła się w 1853 roku wraz z założeniem Akademii Sztuk Pięknych w Derby (Derby School of Art), która w 1870 przekształciła się w Centralną Akademię Sztuk Pięknych w Derby i Centralną Szkołę Wyższą w Derby (Derby Central School of Art and the Derby Central School of Science). W 1885 roku uczelnie te zostały przemienione w Akademię Sztuk Pięknych i Instytut Techniczny w Derby (Derby School of Art and Technical Institution). Jednakże niecałe 10 lat później, w 1892 roku, nastąpiły trzy kolejne połączenia, z czego powstała Miejska Uczelnia Techniczna w Derby (Derby Municipal Technical College).

### Kedleston Road
W 1928 roku Uczelnia Techniczna podzieliła się na Akademię Sztuk Pięknych w Derby (Derby School of Art) i Uniwersytet Techniczny w Derby (Derby Technical College). Do 1955 roku uczelnie te stały się Okręgową Akademią Sztuk Pięknych w Derby (Derby and District College of Art) otwartą 22 września 1966 roku przez Paula Reillyego, Dyrektora Rady Wzornictwa Industrialnego oraz Okręgowym Uniwersytetem Technicznym w Derby (Derby and District College of Technology) otwartym przez Księcia Edynburga 15 maja 1964 roku. Obie uczelnie są umieszczone przy Kedleston Road w Allestree. Teren ten był wcześniej polem golfowym Markeaton i kosztował 2.5 mln funtów. Kamień węgielny został umieszczony 5 lipca 1957 przez Lorda Ernesta Hivesa, byłego dyrektora Rolls-Royce’a. 35 – akrowy Uniwersytet Biskupi(Bishop Lonsdale College) w Mickleover, otwarty dzień wcześniej przez księcia, został utworzony na rzecz kursów nauczycielskich. Podczas ceremonii otwarcia, książę powiedział: „Cechy potrzebne nauczycielowi to oddanie świętego, cierpliwość zegarmistrza, współczucie rodziców i przywództwo generała”.
Operacja podziału uniwersytetów przy Kedleston Road osłabła w 1972 roku poprzez wspólną inicjatywę na rzecz stworzenia Akademii Sztuki i Techniki w Derby (Derby College of Art and Technology). Pięć lat później dzięki tradycji diecezji w Derby, powstał Biskupi Uniwersytet Pedagogiczny ( Bishop Lonsdale College of Education) w Mickleover. Tam studiowało około 800 studentów, natomiast przy Kedleston Road około 1200.

### Fuzja z Uniwersytetem Pedagogicznym w Mickleover (Mickleover Education College)

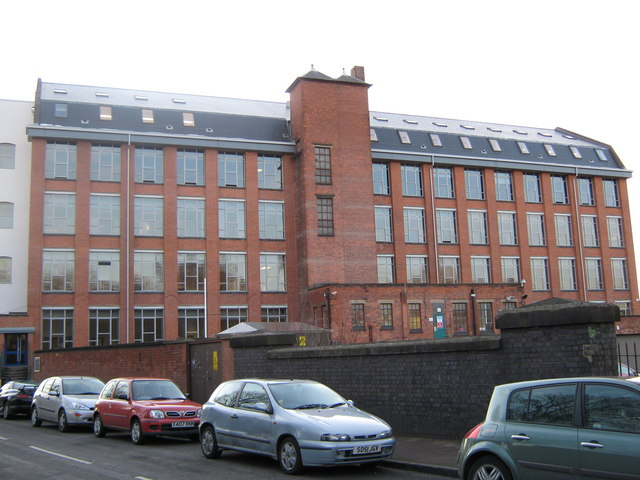
Britannia Mill

Po utworzeniu unii w 1977 roku oraz późniejszym uformowaniu Szkoły Wyższej Derby Lonsdale (Derby Lonsdale College of Higher Education), kolejne cztery instytucje edukacyjne pragnęły dodać swoje szanowane wydziały. W marcu 1981 uczelnia przeprowadziła pierwszą ceremonię rozdania dyplomów z zaledwie 6 kierunków (spośród 156) zatwierdzonych przez CNAA. Przed tym, wszystkie stopnie uniwersyteckie zostały wręczone podczas ceremonii na Uniwersytecie w Nottingham.
Szkoła Pedagogiczna w Matlock (Matlock College of Education), tradycyjna szkoła pedagogiczna Kościoła Anglii założona w 1946 roku, połączyła się z Lonsdale w 1983 roku i utworzyła Szkołę Wyższą Derbyshire (Derbyshire College of Higher Education). Była to deska ratunkowa dla Szkoły w Matlock borykającego się z problemami finansowymi wynikającymi z obniżeniem dofinansowania szkoleń dla nauczycieli. W 1985 roku, Szkoła w Matlock został znacznie ograniczony co doprowadziło do zamknięcia w 1986 roku. Pięć lat później Szkoła Terapii Zajęciowej Południowego Derbyshire (Southern Derbyshire School of Occupational Therapy) połączyła się ze Szkołą Wyższą Derby Lonsdale. W 1992 roku tego samego dokonała Szkoła Radiografii Południowego Derbyshire (Southern Derbyshire School of Radiography).

### Przemiana w uniwersytet
W 1992 roku brytyjska Ustawa o Edukacji Wyższej pozwoliła Szkole Wyższej w Derbyshire stała się jedyną uczelnią w kraju, która mogła bezpośrednio przekształcić się w uniwersytet. 31 października 1992 roku został otwarty blok T, w skład którego wchodziły obiekty naukowe leżące na północ od Wieży Północnej. Blok został otwarty przez Księżniczkę Alicję, ówczesnego rektora uniwersytetu.
W styczniu 1994 roku został otwarty Młyn Britannia, odnowiony za 10 mln funtów. 4 marca 1994 roku, został otwarty blok B leżący na północ od Wieży Wschodniej, na który składały się przedmioty biznesowe. Jesienią tego samego roku powstało Atrium. W listopadzie 1997 oficjalnie otwarto Centrum Nauki zbudowane na byłym parkingu. Uniwersytet w Derby został w pełni doinwestowany i w 1998 roku połączył działania ze Szkołą Policealną High Peak ( High Peak College of Further Education), miastem Buxton i Harpur Hill. Współpraca ta zakończyła się połączeniem w Kampus Devonshire Uniwersytetu w Derby z siedzibą w Buxton.
W październiku 2008 roku, Peregrine Cavendish, XII Książę Devonshire, został mianowany trzecim honorowym rektorem uniwersytetu.

## Lokalizacja i obiekty

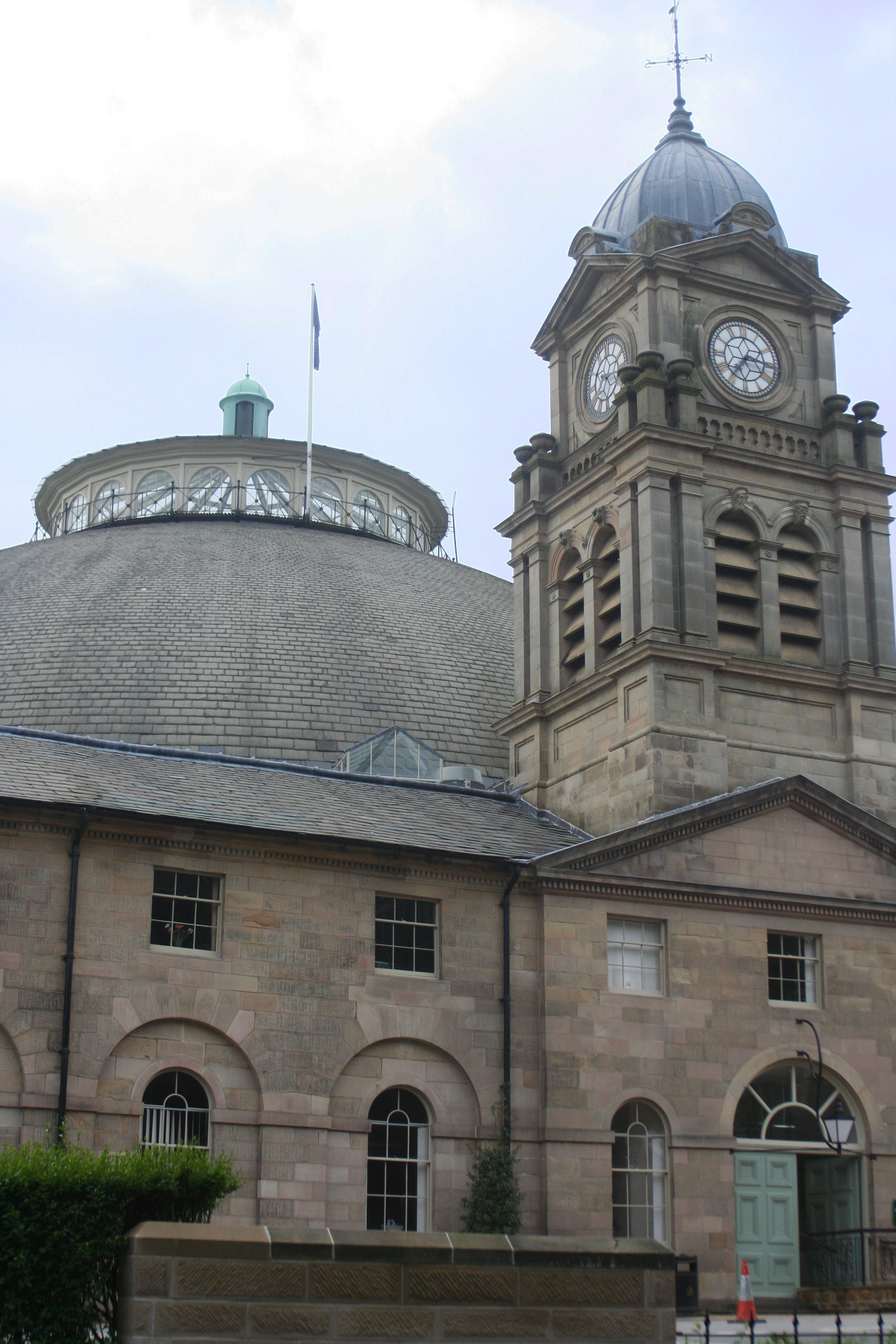
Kopuła Devonshire w Buxton

Ulica, przy której znajduje się Uniwersytet w Derby to Kedleston Road w Allestree na północny zachód od Derby, tuż przy drodze A38, naprzeciw Parku Markeaton. Uniwersytet ma też swój kampus w Buxton w hrabstwie Derbyshire, znany jako Kampus Devonshire. Budynek ten zdominował okolicę poprzez kopułę o średnicy 44 metrów (większa niż w Katedrze św. Pawła w Londynie (St Paul’s Cathedral)). Został on otwarty przez Księcia Karola w lutym 2006 roku. Siedziba wydziału sztuki, designu i technologii, która jest utrzymana w nowoczesnym stylu, oficjalnie została oddana do użytku wczesnym listopadem 2007 roku przez Richarda Bransona. Zajęcia są również prowadzone w Młynie Britannia w Derby oraz w Centrum Kształcenia Medycznego w Chesterfield.
Uniwersytet oferuje szereg źródeł i udogodnień dla swoich studentów. Są wśród nich laboratoria komputerowe, spa (w Buxton), dwa biura dla deweloperów gier komputerowych, zaadaptowane otoczenie szpitala z robo-pacjentami, doskonale wyposażone Centrum Zasobów Nauki (Learning Resource Centre) otwarte w 1997 roku. Do tego dochodzi jeszcze restauracja prowadzona przez studentów gastronomii, uniwersytecki system autobusów, wielofunkcyjne aule wykładowcze, miejsca dla kultury i sztuki, studia nagraniowe, centrum sportu (hale sportowe, kluby fitness, boiska zewnętrzne), bary i kawiarenki studenckie, pokoje modlitw, parki oraz częste wystawy organizacji, firm i producentów z okolic, kraju oraz świata.

### Uniwersytet w Derby oddział w Buxton

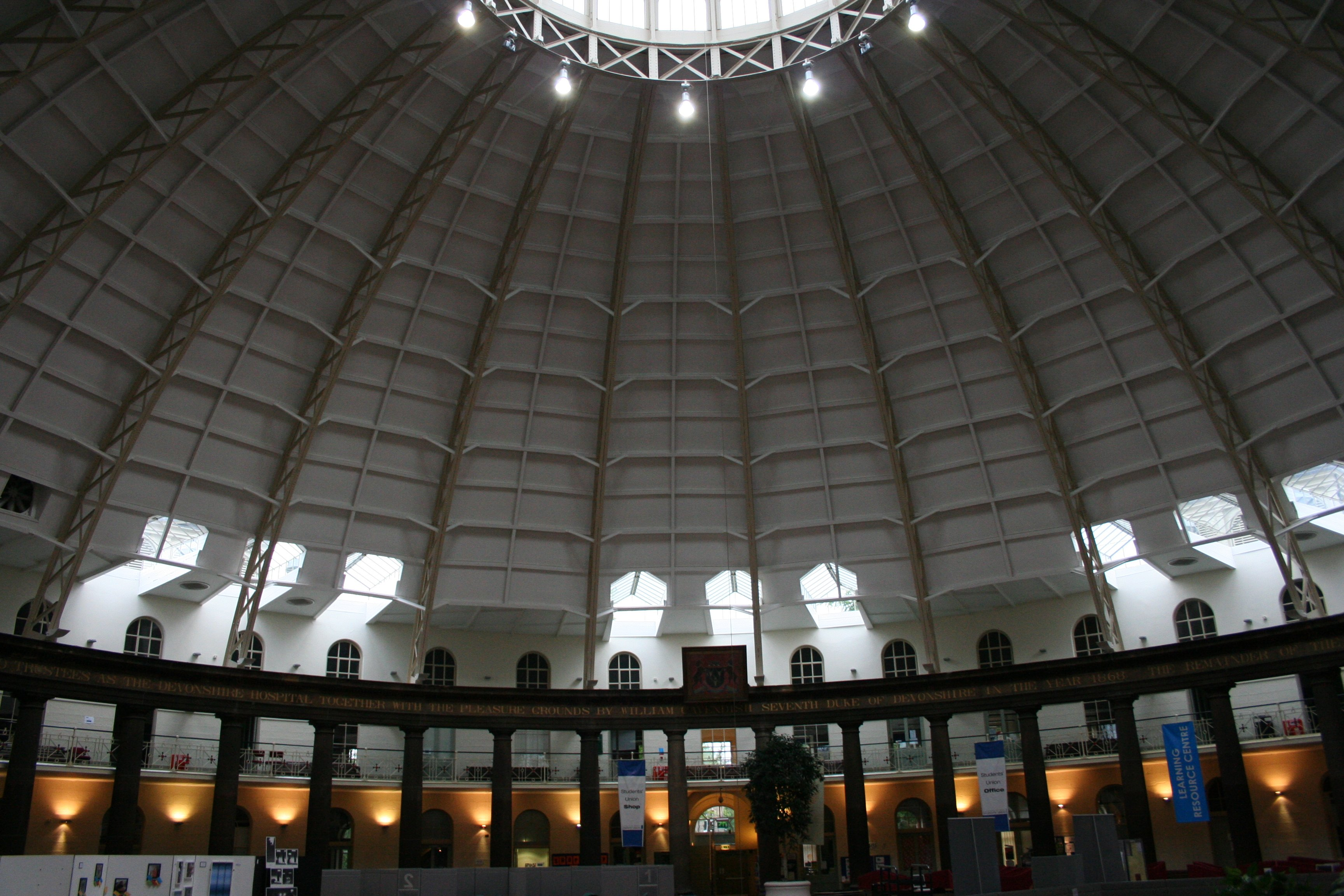
Wnętrze Kopuły Devonshire

Kampus ten jest zlokalizowany na terenie XVIII – wiecznej byłej stajni Devonshire Dome. W 1854 roku, VI Książę Devonshire ofiarował ziemię, część stajni oraz część majątku na przekształcenie w szpital i ogrody dla pacjentów szukających leczenia w łaźniach w Buxton. Ich architekt, Henry Currey, nadzorował prace. Żelazna kopuła (jedna z największych na świecie ze średnicą 44.2 metra), wieża zegarowa i oddział chirurgiczny zostały dobudowane do szpitala, który po 1948 roku był prowadzony przez Narodowe Służby Zdrowia. Uniwersytet w Derby zakupił opuszczony już szpital od NSZ w 2001 roku i przeniósł swoje działania z kampusu w Harpur Hill w 2005 roku.

## Wydziały

### Wydział Biznesowy, Informatyki i Prawa

#### Kierunek informatyczno-matematyczny
Szkoła nadzoruje studentów w trakcie studiów doktoranckich na obszarach, które obejmują stopień inżynierski z informatyki kryminalnej, gier komputerowych, sieci, Internetu, technologii informacyjnych, rozwoju oprogramowania, programowanie oraz matematyka. Stopień magisterski można osiągnąć w zaawansowanych systemach komputerowych, przedsięwzięciach informatycznych, informatyki kryminalnej. Dostępne są również kursy z różnorodnych, praktycznych dziedzin informatyki. Derby współpracuje z firmą Cisco, która prowadzi kursy na poziomie podstawowym (CCNA) stanowiące niewielką część kursu licencjackiego Sieci i Zabezpieczenia Komputerowe. Szkoła posiada laboratoria przemysłu gier komputerowych i obecnie ma trzy drużyny w finałowej ósemce Imagine Cup w Wielkiej Brytanii. Szkoła specjalizuje się w badaniach na polach Sztucznej Inteligencji, Bezpieczeństwa Sieci, Inżynierii Oprogramowania i Strategicznych Systemów Informatycznych.

#### Kierunek Prawa i Kryminalistyki
Kierunek Prawa i Kryminalistyki zapewnia możliwość studiowania kryminalistyki, prawa ogólnego, biznesowego, międzynarodowego, społecznego i publicznego, handlowego oraz medialnego, a także studia prawnicze. Istnieje także możliwość zdobycia tytułu z filozofii.
Na podstawie Narodowej Ankiety Studenckiej, kierunek prawniczy w Derby zajął pierwsze miejsce w czterech kategoriach.

#### Szkoła Biznesowa w Derby (The Derby Business School)
Szkoła Biznesowa w Derby oferuje studia zarówno pierwszego stopnia, jak i podyplomowe. W programie uwzględnione są przedmioty takie jak: przywództwo, badania organizacyjne, zarządzanie zmianami, łańcuch logistyczny, logistyka, biznes międzynarodowy, marketing, księgowość i finanse. W tym przedmioty specjalistyczne nauczane są na poziomach od podstawowego do doktorskiego. Szkoła oferuje również kursy profesjonalne w zakresie od kształcenia kierowniczego do rozwoju przywództwa i wiele innych.
Szkoła współpracuje z The Association of Business Schools, The European Foundation for Management Development, The Chartered Institute of Marketing, Association of Chartered Certified Accountants, Chartered Institute of Management Accountants, Chartered Institute of Personnel and Development, Chartered Institute of Purchasing & Supply, Institute of Leadership and Management i z Institute of Mathematics and its Applications.
W styczniu 2014 w Szkole Biznesowej w Derby został otwarty pierwszy profesjonalny doktorat z praktyk zawodowych. Są to studia doktoranckie w niepełnym wymiarze godzin dla pracujących profesjonalistów, których absolwenci otrzymają tytuł doktora. W 2014 ma również zostać otwarty doktorat z zarządzania biznesem.
Szkoła Biznesowa w Derby posiada trzy centra doskonalenia, w tym centra dla: łańcuchów logistycznych i ulepszeń, przedsiębiorstw oraz rozwoju przywództwa.

### Wydział Sztuki, Wzornictwa i Technologii

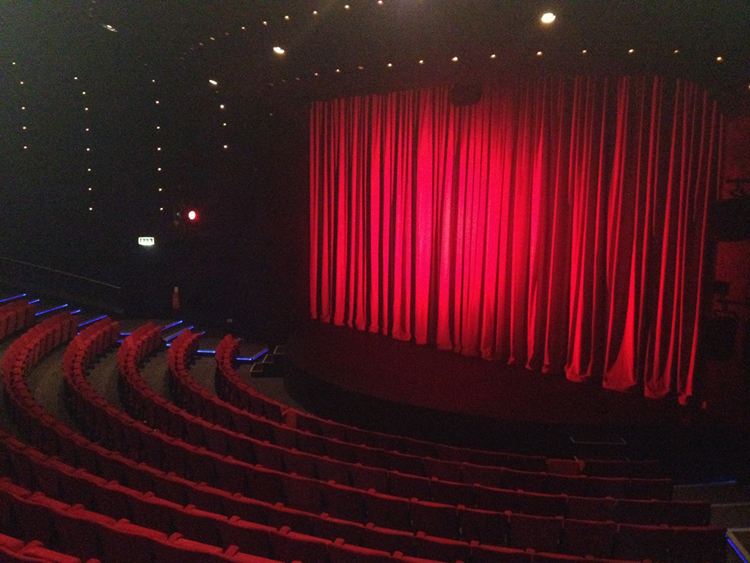
Sala Teatru Derby

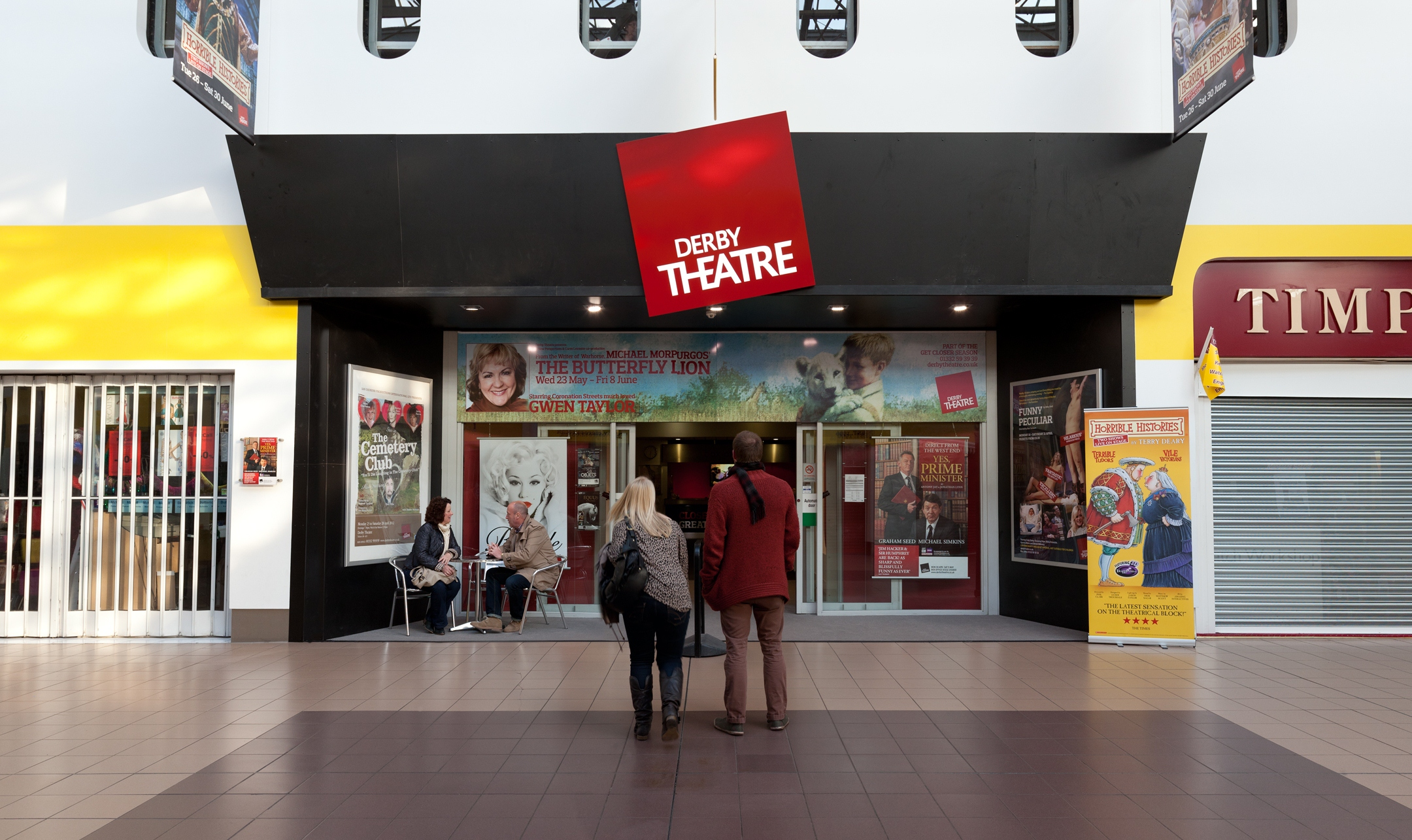
Wejście do Teatru Derby

#### Kierunek humanistyczny
Kierunek humanistyczny wprowadza poprzez kursy studentów w zagadnienia dotyczące języka angielskiego, zarówno brytyjskiego, jak i amerykańskiego oraz nauki humanistyczne, do których zaliczamy: historię filmu i telewizji, historię powszechną, teatr, zajęcia z pisania kreatywnego i produkcję medialną. Pełna gama przedmiotów pomaga studentom uzyskać tytuł magistra i doktora. Szkoła utrzymuje dobre kontakty z amerykańskimi uczelniami, wydawnictwami, autorami, placówkami oświaty tj. Muzeum i Galeria Sztuki w Derby oraz mediami, BBC Radio Derby i Derby Evening Telegraph. Uczelnia wspiera Kedleston Hall, Haddon Hall, Chatsworth i spuściznę Derwent Valley, a także stronę UNESCO. W 2009 roku uniwersytet wykupił prawa do Derby Playhouse i zmienił nazwę na Teatr Derby, w którym odbywają się zajęcia aktorskie.

#### Szkoła Sztuki i Wzornictwa
Wcześniej zajęcia z filmu, sztuki nowoczesnej, fotografii, wzornictwa i projektowania odbywały się w Młynie Britannica, jednak aktualnie wydział zmienił swoją siedzibę na Markeaton. Nowa okolica pozwoliła na wprowadzeniu we wrześniu 2007 roku nowych obiektów i metod do programu nauczania. Studenci mają do swojej dyspozycji dwa audytoria, w pełni wyposażone studio telewizyjne oraz centrum szkoleniowe firmy Apple Mac. Absolwenci otrzymują tytuł magistra lub doktora. Studenci mają szansę zaistnieć w Banks Mill Studios, który składa się z 38 wyspecjalizowanych podjednostek zaopatrzonych w mentorów, którzy krok po kroku wprowadzają artystów i projektantów w szeregi firmy.

#### Szkoła Technologii

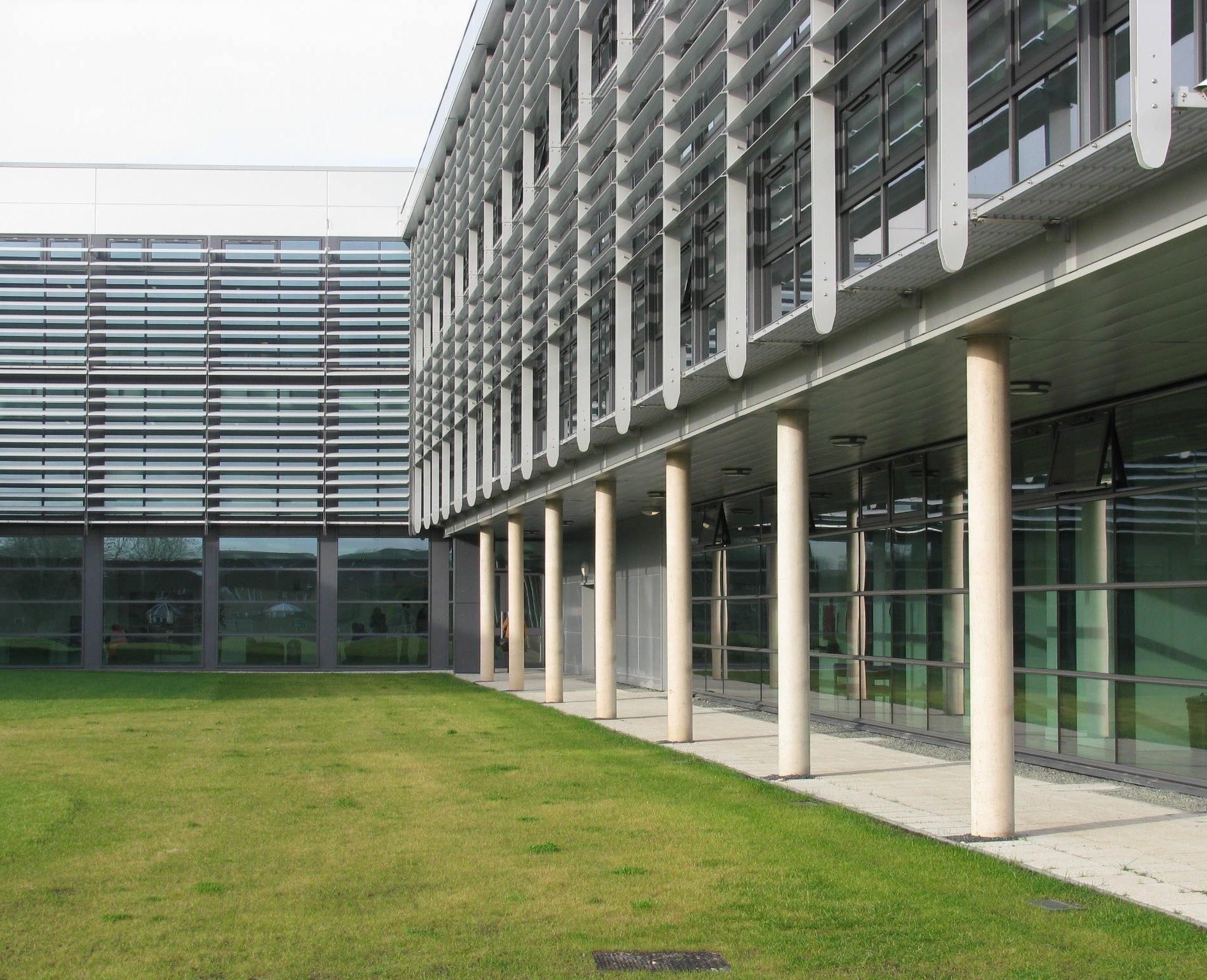
Markeaton Street

Konserwacja architektury, kierownictwo budowy, inżynieria lądowa i wodna, inżynieria mechaniczna, inżynieria produkcji, elektrotechnika, elektronika, technologia sportów motorowych, technologia muzyki, muzyka popularna, technologia imprez na żywo i projektowanie produktów to kursy, które oferuje Szkoła Technologii w Derby. Dawniej usytuowana przy Kedleston Road została ona przeniesiona, wraz ze szkołą nauk humanistycznych i szkołą sztuki i wzornictwa, do wartego £21 milionów, przyjaznego dla środowiska i ekologicznie zrównoważonego ośrodka Markeaton. Znajdują się tam pracownie, audytoria, sklep dla studentów, kawiarnia, centrum Apple’a i punkt ksero.

### Wydział Edukacji, Zdrowia i Nauki

#### Szkoła Edukacji
Szkoła Edukacji oferuje kierunki na wielu poziomach.
Nauczany tam licencjat w dziedzinie pedagogiki to 3-4 letnie studia składające się z praktyk w szkołach ogólnokształcących i szkołach specjalnych oraz wykładów i warsztatów na kampusie głównym. Dodatkowo szkoła oferuje parę innych kierunkach na różnych poziomach.

#### Szkoła Zdrowia
Szkoła Zdrowia Uniwersytetu w Derby umożliwia studiowanie na różnych poziomach na takich kierunkach jak: farmacja, pielęgniarstwo, umiejętności kliniczne czy radiografia. Szkoła prowadzi oddział kliniczny, w którym znajdują się urządzenia do obrazowania radiologicznego, urządzenia do pomiaru gęstości kości, oddział szkoleniowy z sześcioma łóżkami, poradnie, pomieszczenia do leczenia klinicznego, laboratorium do modelowania struktur anatomicznych, skomputeryzowany symulator pacjenta i oddział opieki podstawowej oferujący możliwość konsultacji z internistą. W kwietniu 2008 szkoła wygrała nagrodę Partnerstwa z NHS.

#### Szkoła Nauk Ścisłych
Kierunki realizowane w szkole nauk obejmują: biologię, chemię, ekologię, medycynę sądową, psychologię, geologię i geografię. Przedmioty te są dostępne jako krótkie kursy lub prace doktorskie.
Prace badawcze w terenie, które stanowią integralną część kursów, mogą być prowadzone lokalnie w Peak District, Derby, Nottingham i pobliskich wiejskich okolicach lub zagranicą w Europie Zachodniej, Afryce czy Azji.

#### Szkoła Opieki Społecznej i Terapeutyki

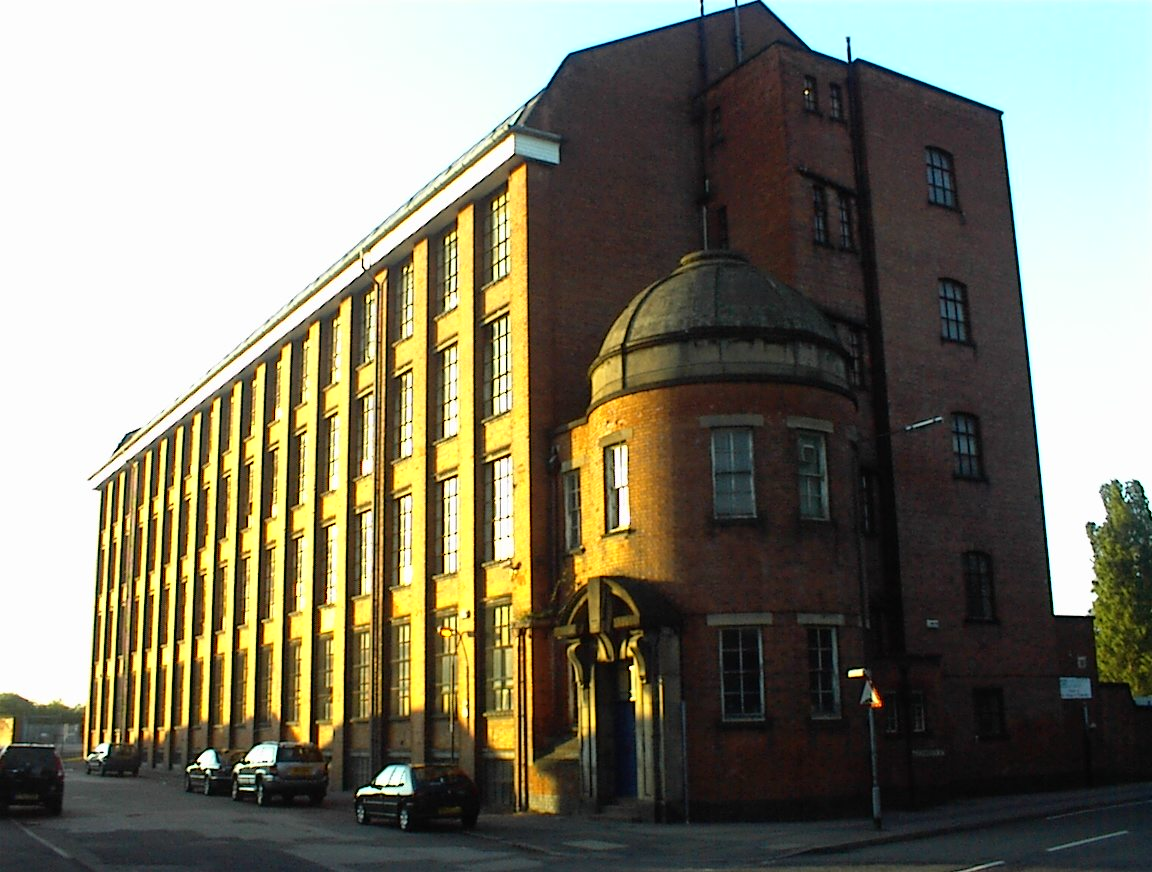
Młyn Britannia, Mackworth Road

Ta filia Wydziału Edukacji, Zdrowia i Nauk ma studentom do zaoferowania takie przedmioty jak: stosowane nauki społeczne i wspólnotowe, stosowane nauki zdrowia psychicznego, terapia zajęciowa, sztuki terapeutyczne i medycyna niekonwencjonalna. Kursy są nauczane na poziomach od podstawowego do doktorskiego.
Szkoła aktywnie prowadzi badania na szczeblach lokalnych, regionalnych i państwowych w dziedzinach wymiaru sprawiedliwości wśród młodzieży, azylu i imigracji, rozwoju społeczności, integracji społecznej, ochrony dzieci, przestępczości i policji, zażywania alkoholu i narkotyków, zastraszania i żałoby. Dodatkowo w ramach kierunku prowadzona jest klinika terapii oferująca: siatsu, refleksologię, masaż aromaterapeutyczny i masaż Szwedzki.

#### Szkoła Kultur i Stylu Życia
W szkole kulturoznawstwa prowadzone są kursy z zarządzania zajęciami na świeżym powietrzu, zarządzania krajobrazem, sztuk kulinarnych, turystyki, zarządzania w sektorze usług, zarządzania spa, zarządzania eventami, zarządzania salonem fryzjerskim, hotelarstwa, kierowania hotelem, rekreacji, coachingu sportowego, psychologii sportu, terapii sportem i sztuk walki.
Szkoła prowadzi wyśmienitą restaurację „Dome”, w której znajduje się kuchnia do praktyk i konkursów, a na ścianach wiszą telewizory plazmowe na których podczas warsztatów mogą być wyświetlane techniki kulinarne.
Szkoła oferuje nie tylko honorowany w całej Wielkiej Brytanii kurs z międzynarodowego zarządzania spa, ale również swój otwarty ostatnio nowo odrestaurowany kompleks spa na terenie kampusu Devonshire. Jako część programu studenci mają możliwość odwiedzać spa w Europie Wschodniej i na Malcie. Wybrane kursy prowadzone są do poziomu doktorskiego.

## Obiekty studenckie

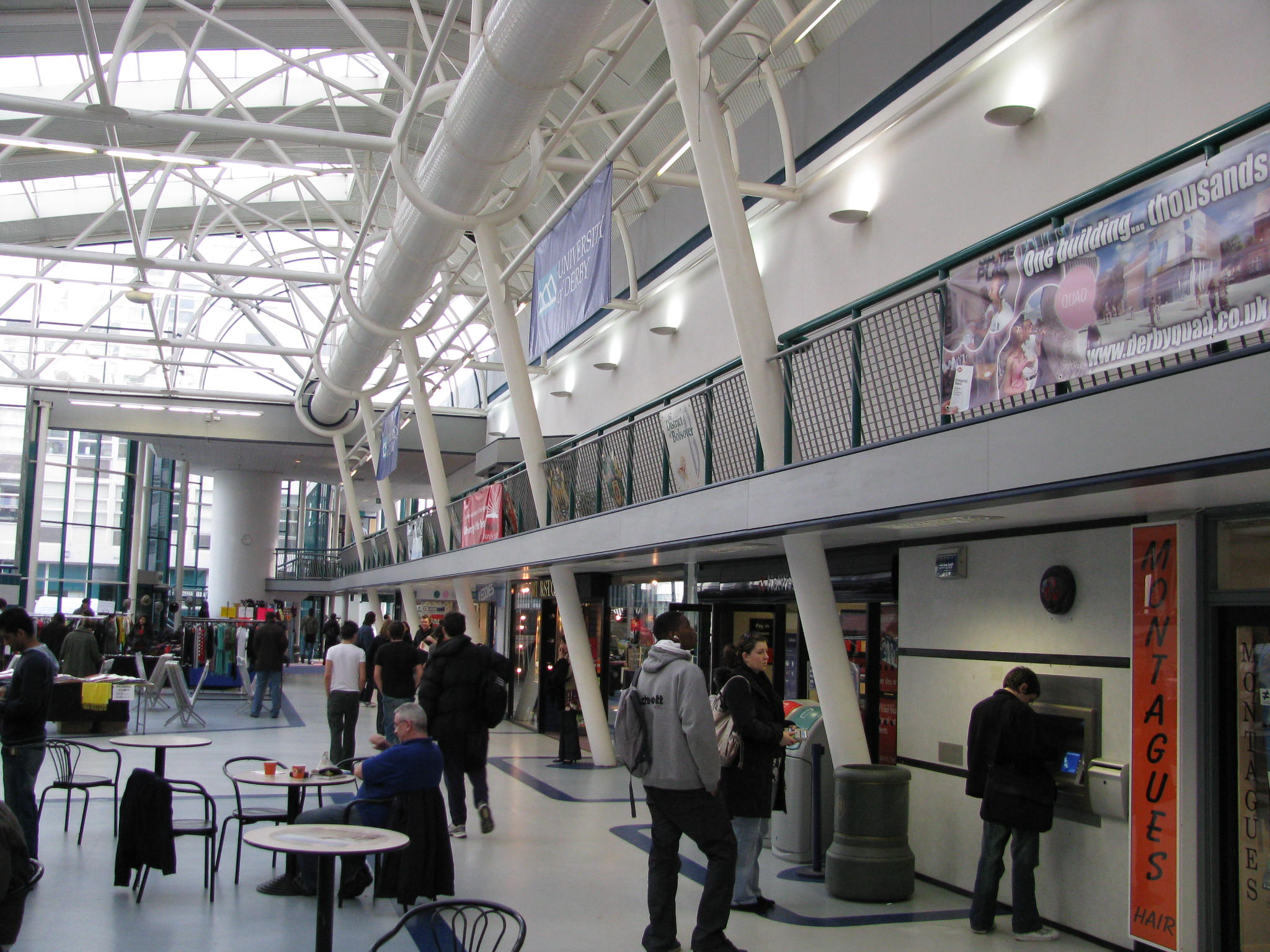
Atrium

Atrium, zbudowane w 1994 roku, jest dużą halą przy Kedleston Road, która posiada oddział księgarni Blackwell, sklep stowarzyszenia studenckiego (Keddies), prywatne biura, Biuro Karier, salony fryzjerskie, bankomaty Natwest i Lloyds TSB.
Atrium jest użytkowane regularnie przez uniwersytet, stowarzyszenie studenckie i do celów prywatnych. W ich skład wchodzą doroczne spotkania opłatkowe, targi świeżości, studenckie audycje radiowe oraz wydarzenia sportowe. Poprzednio, atrium było głównym miejscem, w którym odbywały się bale studenckie oraz goszczono znane osobistości takie jak Pendulum, Goldie Lookin Chain, Zane Lowe czy The Sugababes. Wiele razy atrium pojawiało się w programie transmitowanym przez BBC „Bargain Hunt”. Było to przy okazji Targów Antyków Jaguar.
Atrium posiada również szereg obiektów gastronomicznych zaopatrywanych przez Chartwells. Pięć minut drogi od tego miejsca jest eko-targ z dużo korzystniejszymi cenami. Miejsce to jest połączone z uniwersytetem linią autobusową (UniBus), która obsługuje pasażerów w ciągu dnia i wieczorem. Linia ta ma swój początek na dworcu Derby Midland.
Stowarzyszenie Sudentów Uniwersytetu w Derby zapewnia również zaplecze socjalne i obiekty gastronomiczne dla studentów w „Kwadracie studenckim” (student quarter). Znajdują się tam licencjonowane bary i miejsca z rozrywką na żywo, coffee house, kolejne bankomaty oraz toalety.

### Akademiki
Akademiki Uniwersytetu w Derby usytuowane są w tzw. ‘kwadracie studenckim’, który rozciąga się pomiędzy ulicami Kedleston, Markeaton, Britannia Mill, a centrum miasta.
Lista Domów Studenta w Derby:
- Dwór Pana Petera Hiltona na ulicy Agard (Sir Peter Hilton Court)
- Dwór Nunnery na ulicy Nuns (Nunnery Court)
- Dwór Księżniczki Alicji na ulicy Bridge (Princess Alice Court)
- Dwór Laverstoke na ulicy Peet (Laverstoke Court)
- Hal Lonsdale na placu Lonsdale (Lonsdale Halls)
- Dwór św. Krzysztofa na ulicy Ashbourne (St Christopher’s Court)
- Dwór Peak (Peak Court)

### Stowarzyszenie Studentów
Reprezentatywną częścią przedstawicieli uczelni jest Zrzeszenie Studentów Uniwersytetu w Derby (The University of Derby Students’ Union, UDSD) o którym więcej można przeczytać na stronie dotyczącej Ulicy Kedleston.

## Wybrani absolwenci
- Khumbo Kachali – wiceprezydent Malawi
- Idris Khan – artysta i fotograf
- Devon Malcolm – gracz w krykieta
- Lucy Spraggam – piosenkarka i autorka tekstów